# Ханс Кристиан Йоахим Грам
Ханс Кристиан Йоахим Грам (на датски: Hans Christian Joachim Gram) е датски микробиолог, открил способ, носещ неговото име, за различаване на еднакви по вид бактерии чрез оцветяване.

## Биография
Роден е на 13 септември 1853 година в Копенхаген, Дания, в семейството на професор Фридрих Теркел Юлий Грам. Ханс изучава ботаника в Университета в Копенхаген и става асистент по ботаника при зоолога Япетус Стенструп. Работата му с растения му позволява да изучи основите на фармакологията, като освен това се научава да използва микроскоп.
Той влиза в медицинско училище през 1878 година и го завършва през 1883. Между 1878 и 1885 г. Грам пътува в Европа. В Берлин през 1884 г. той разработва метод за разделяне на два основни класа бактерии (грам-положителни и грам-отрицателни). Тази техника на Грам чрез оцветяване продължава да бъде стандартна процедура в медицинската микробиология.
През 1891 г. Грам започва да чете лекции по фармакология и по-късно същата година е назначен за професор в Университета в Копенхаген. През 1900 г. той става професор по медицина.
Работата, която му донася световна слава, е разработването на метода на оцветяване на бактериите. Методът впоследствие изиграва основна роля за класирането на бактерии. Грам е скромен човек и в първата му публикация отбелязва:
| „ | И така публикувам метод, независимо от факта, че аз знам, че сега той е несъвършен и с недостатъци, но аз също се надявам, че в ръцете на други изследователи, той ще се превърне в нещо полезно. | “ |

След назначаването му като професор по медицина в 1900 г., той публикува четири тома с клинични лекции, които стават широко използвани в Дания. Той напуска поста през 1923 г.
Умира на 14 ноември 1938 година.